# EDA-Kosten
Als EDA-Kosten (oder auch „Eh-da-Kosten“) werden in Unternehmen oder Behörden umgangssprachlich Fixkosten bezeichnet, die unabhängig von der vorhandenen Kapazitätsauslastung vorzuhalten sind, weil die Kostenverursacher im Betrieb ohnehin vorhanden sind und zu Ausgaben führen.

## Allgemeines
EDA-Kosten sind kein Begriff der betrieblichen Kostenrechnung, damit auch keine Kostenart und keine Kostenkategorie. Der Begriff hat sich vielmehr im betrieblichen Alltag für jene Kosten herausgebildet, die unabhängig von der Beschäftigungslage – gleichgültig, ob Vollbeschäftigung oder Unterbeschäftigung – in gleicher Höhe anfallen. Die Bezeichnung EDA-Kosten ist keine Abkürzung, sondern auf „eh da“, also ohnehin vorhanden, zurückzuführen. Es handelt sich meist um Personalkosten und fixe Raumkosten wie Geschäftsraummiete. Auch die Kosten für die Reisekostenabrechnung zählen dazu.

## Wirtschaftliche Aspekte
Personalkosten sind als EDA-Kosten einzustufen, wenn das Personal durch Zeitlohn vergütet wird und deshalb auch bei Unterbeschäftigung gleich hoch bezahlt werden muss. Akkordlohn dagegen gehört nicht zu den EDA-Kosten. Sachkosten sind EDA-Kosten, wenn bestimmte Produktionsmittel nicht ständig im Produktionsprozess benötigt werden, sondern beispielsweise als Redundanz dienen (etwa Notstromaggregate).
Die EDA-Kosten fallen unabhängig von Managemententscheidungen an, und deshalb ist die Inanspruchnahme der sie verursachenden Ressourcen ohne Genehmigung möglich. So können unterbeschäftigten Arbeitskräften temporär andere, noch unerledigte Arbeitsaufgaben zugewiesen werden. Das gilt auch beim Arbeitseinsatz von Springern. Hierdurch verwandeln sich die diesen Arbeitskräften bezahlten Leerkosten in Nutzkosten. Auf lange Frist unterbeschäftigte Produktionsfaktoren stellen dagegen Überkapazitäten dar, die beseitigt werden müssen durch Personalfreisetzung oder Desinvestition.
In der betrieblichen Praxis werden EDA-Kosten als Argument verwendet, dass eine Investitionsmaßnahme keine zusätzlichen Kosten verursache und daher bei jeder Zusatzeinnahme als vorteilhaft gelten könne. Diese Argumentation geht zum einen davon aus, dass etwa bei den betroffenen Mitarbeitern freie Zeit für die neue Aufgabe vorhanden sei und vernachlässigt zudem in der Regel die Berücksichtigung von Opportunitätskosten, d. h. die Option, nicht genutzte Kapazitäten an anderer Stelle nutzenbringender einzusetzen. Auch in Diskussionen zum Nutzen von Outsourcing wird das Argument der EDA-Kosten verwendet.
EDA-Kosten sind keine versunkene Kosten, weil auch die Personalkosten in der Preiskalkulation innerhalb der Selbstkosten im Preis berücksichtigt werden und deshalb von Umsatzerlösen gedeckt werden.

## Sonstiges
Ein weiteres Beispiel ist die EHDA Logistik. In der EHDA Logistik werden Logistikkapazitäten genutzt, die EHDA sind, aktuell und/oder periodisch nicht oder nur unzureichend genutzt werden. Beispiel: Fahrzeuge der Paketzusteller während der aktiven Zustellung (im Vergleich zum Müllabfuhrteam, Fahrzeuge im Presse-Grosso).